# Свещен град
Свещените градове са населени места, които по исторически и други причини се превръщат в обект на периодично поклонение от вярващи от различни религии.
За исляма свещени градове са Мека и Медина. За шиитите също така Кербала и Наджаф. За християните свещен град е Йерусалим. За католиците свещени градове освен него са Сантяго де Компостела, Ватикана и Рим, а за православните - Константинопол. Освен религиозни, тези градове могат да бъдат и културни, исторически, архитектурни и духовни центрове.